# Суриков, Игорь Евгеньевич
И́горь Евге́ньевич Су́риков (род. 4 декабря 1965, Павлово, Горьковская область) — российский историк, специалист в области политической и культурной истории античной Греции. Доктор исторических наук (2004), главный научный сотрудник Института всеобщей истории РАН, где работает с 1996 года, профессор МФТИ и РГГУ. Главный научный сотрудник Нижегородского государственного университета им. Н. И. Лобачевского. Один из ведущих российских специалистов по истории афинской демократии.

## Биография
Отец работал на заводе; мать — врач.
В 1984—1991 годах (с перерывом на службу в армии) обучался на историческом факультете МГУ им. М. В. Ломоносова, который окончил с отличием. Специализировался по кафедре истории древнего мира, в 1991—1994 годах учился в аспирантуре при ней же. В 1995 году присуждена учёная степень кандидата исторических наук, в 2004 году — учёная степень доктора исторических наук. Доцент (2002).
С 1996 года работает в Институте всеобщей истории РАН, где в настоящее время занимает должность главного научного сотрудника отдела сравнительного изучения древних цивилизаций, прежде ведущий н. с. отдела древней истории. Является также профессором департамента истории Московского физико-технического института (работает там с 1995 г.) и профессором кафедры истории и теории культуры Российского государственного гуманитарного университета (где работает с 2005 года), член диссовета в последнем. Член редколлегии ряда научных периодических изданий («Античный мир и археология», «Из истории античного общества», «Проблемы истории, филологии, культуры»). Указывал себя «старым, закоренелым „финлианцем“».
Автор около 450 опубликованных работ, в том числе около 30 книг. Автор фундаментальной монографии «Остракизм в Афинах».
Выполнил первый русский стихотворный перевод поэмы Ликофрона «Александра» (2011).
Один из авторов Большой Российской энциклопедии.

## Основные работы
Монографии:
- Суриков И. Е. Из истории греческой аристократии позднеархаической и раннеклассической эпох. Род Алкмеонидов в политической жизни Афин VII—V вв. до н.э. — М.: ИВИ РАН, 2000. — 284 с. — 300 экз.
- Суриков И. Е. Эволюция религиозного сознания афинян во второй половине V в. до н.э.: Софокл, Еврипид, Аристофан в их отношении к традиционной полисной религии. Афин VII—V вв. до н.э. — М., 2002. — 308 с. — 300 экз. — ISBN 5-9406-7072-5.
- Суриков И. Е. Проблемы раннего афинского законодательства. — М.: Языки славянской культуры, 2004. — 144 с. — 1000 экз. — ISBN 5-9551-0040-7.
- Суриков И. Е. Античная Греция: политики в контексте эпохи. Архаика и ранняя классика. — М.: Наука, 2005. — 349 с.
- Суриков И. Е. Остракизм в Афинах / отв. ред. Л. П. Маринович. — М.: Языки славянских культур, 2006. — 640 с. — 800 экз. — ISBN 5-9551-0136-5.
- Суриков И. Е. Архаическая и классическая Греция: проблемы истории и источниковедения. — М.: КДУ, 2007. — 236 с. — 1000 экз. — ISBN 978-5-98227-148-8.
- Суриков И. Е. Солнце Эллады: история афинской демократии. — СПб.: Филологический факультет СПбГУ, 2008. — 376 с. — 1000 экз. — ISBN 978-5-8465-0759-3.
- Суриков И. Е. Античная Греция: политики в контексте эпохи. Время расцвета демократии. — М.: Наука, 2008. — 384 с. — ISBN 978-5-02-036984-9.
- Суриков И. Е. Античная Греция: политики в контексте эпохи. Година междоусобиц. — М.: Русский фонд содействия образованию и науке, 2011. — 328 с. — ISBN 978-5-91244-030-4.
- Суриков И. Е. Очерки об историописании в классической Греции. — М.: Языки славянских культур, 2011. — 504 с. — ISBN 978-5-9551—0489-8.
- Суриков И. Е. Полис, логос, космос: Мир глазами эллина. Категории древнегреческой культуры. — М.: Университет Дмитрия Пожарского, 2012. — 304 с. — 500 экз. — ISBN 978-5-91244-095-3.
- Суриков И. Е. Античная Греция: Политогенез, политические и правовые институты. — М.: ЯСК, 2018. — 760 с.

Научно-популярные книги
- Евладова Е. Б. , Петракова Т. И., Суриков И. Е. Вечная тайна античности. Ч. 1: Методическое пособие для воспитателей, учителей и педагогов дополнительного образования. — М.: Импэто, 1995. — 110 с. — 500 экз.
- Евладова Е. Б., Петракова Т. И., Суриков И. Е. Вечная тайна античности. Ч. 2 : Дополнительные материалы для урочной и внеурочной деятельности с учащимися 6-х классов. — М.: Импэто, 1995. — 239 с.
- Суриков И. Е. Античная цивилизация: Греция: Учеб. пособие. — М.: МФТИ, 1997. — 136 с. — 150 экз.
- Суриков И. Е. Древняя Греция: история и культура. — М.: АСТ, 2005. — 190 с. — 5000 экз. — ISBN 5-17-030418-8.
- Ляпустин Б. С., Суриков И. Е. Древняя Греция. — М.: Дрофа, 2007. — 528 с. — 3000 экз. — ISBN 978-5-358-01187-8.
- Махлаюк А. В., Суриков И. Е. Античная историческая мысль и историография. Практикум-хрестоматия. — М.: КДУ, 2008. — 464 с. — 1000 экз. — ISBN 978-5-98227-451-9.
- Суриков И. Е., Ленская В. С., Соломатина Е. И., Таруашвили Л. И. История и культура Древней Греции. Энциклопедический словарь / Под общ. ред. И. E. Сурикова. — М.: Языки славянских культур, 2009. — 729 с. — 800 экз. — ISBN 978-5-9551-0355-6.
- Суриков И. Е. Геродот. — М.: Молодая гвардия, 2009. — 444 с. — (Жизнь замечательных людей). — 3000 экз. — ISBN 978-5-235-03226-2. {Рец. В. М. Строгецкого}
- Суриков И. Е. Сократ. — М.: Молодая гвардия, 2011. — 384 с. — (Жизнь замечательных людей). — 5000 экз. — ISBN 978-5-235-03455-6.
- Суриков И. Е. Пифагор. — М.: Молодая гвардия, 2013. — 269 с. — (Жизнь замечательных людей). — 4000 экз. — ISBN 978-5-235-03605-5.
- Суриков И. Е. Сапфо. — М.: Молодая гвардия, 2015. — 264 с. — (Жизнь замечательных людей). — ISBN 978-5-235-05051-8.
- Суриков И. Е. Гомер. — М.: Молодая гвардия, 2017. — 320 с. — (Жизнь замечательных людей). — ISBN 978-5-235-03989-6.
- Суриков И. Е. Диоген. — М.: Молодая гвардия, 2023. — 251 с. — (Жизнь замечательных людей). — 2000 экз. — ISBN 978-5-235-05051-8.

Статьи
- Суриков И. Е. Как назывался высший орган власти в античном демократическом полисе? // Античная цивилизация: политические структуры и правовое регулирование. Доклады международной интернет-конференции. — Ярославль, 2012. — С. 8—20. — ISBN 9785904894054.
- Суриков И. Е. Афины в VIII–VII вв. до н.э.: становление архаического полиса (К вопросу о степени специфичности «аттического варианта») // Вестник древней истории. — 2013. — Т. 4 (287). — С. 23—43.

Переводы:
- Ликофрон. Александра. / Вступ. ст. А. В. Мосолкина, пер. и комм. И. Е. Сурикова. // Вестник древней истории. — 2011. — № 1. — С. 219—233. Строки 1-446. № 2. С. 234—267. Строки 447—1474.